# Dmitri Boelykin
Dmitri Olegovitsj Boelykin (Russisch: Дмитрий Олегович Булыкин) (Moskou, 20 november 1979) is een Russische voormalig voetballer die bij voorkeur als centrumspits speelde. In 2003 debuteerde hij in het Russisch voetbalelftal. De ex-spits van onder andere Ajax en FC Twente beëindigde eind 2014 zijn profcarrière.

## Carrière

### Lokomotiv Moskou
Boelykins professionele voetbalcarrière begon bij Lokomotiv Moskou. Eerst kwam hij uit voor het tweede elftal van de club. Dit was in 1997. Hij werd in 1998 overgeheveld naar het eerste elftal. Daar groeide hij uit tot een belangrijke speler voor de club, maar in 2000 kreeg Boelykin het met zijn toenmalige trainer Joeri Semin aan de stok. Door deze ruzie kon hij niet meer op speeltijd rekenen en werd hij gedwongen de club te verlaten. Voor Lokomotiv Moskou had hij toen 68 wedstrijden op zijn naam staan. Scoren deed hij daarin achttien keer.

### Dinamo Moskou
Na zijn vertrek bij Lokomotiv tekende Boelykin in 2000 een contract bij stadgenoot Dinamo Moskou. Het eerste jaar dat de Rus in actie kwam voor de club was 2001. Ook hier groeide hij uit tot een vaste waarde in de aanval van de club. Tijdens zijn periode bij Dinamo Moskou werd Boelykin voor het eerst opgeroepen voor het Russisch nationale team. In het seizoen 2004 scoorde Boelykin één keer. In de winterstop was hij twee weken op proef bij Everton FC, maar tot een overgang kwam het niet. Boelykin werd in 2006 op de transferlijst van Dinamo Moskou geplaatst en moest hij genoegen nemen met het spelen van wedstrijden in het tweede elftal van de club. In de zomer van 2007 werd hij verlost van zijn uitzichtloze situatie bij Dinamo Moskou. Boelykin speelde 145 wedstrijden voor Dinamo Moskou. Daarin scoorde hij 38 keer.

### Bayer Leverkusen

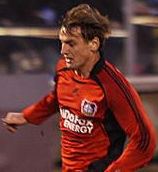
Boelykin bij Bayer Leverkusen

Op 28 augustus van het jaar 2007 tekende Boelykin na een proefperiode een contract bij Bayer 04 Leverkusen. Zijn eerste doelpunten voor de club scoorde hij op 19 december 2007 tegen FC Zürich in een wedstrijd voor de UEFA Cup. In die wedstrijd scoorde Boelykin twee keer. Op 19 augustus 2008 ging hij naar RSC Anderlecht.

### RSC Anderlecht
Anderlecht legde €1.000.000,- op tafel voor de Rus. Hij werd binnengehaald als doublure voor de blessuregevoelige Nicolás Frutos en de wisselvallig presterende Matías Suárez. Coach Ariël Jacobs gaf niettemin de voorkeur aan de Tsjechische aanvaller Stanislav Vlček. Toen tijdens de winterstop Tom De Sutter naar Anderlecht verhuisde, was er helemaal geen plaats meer voor Boelykin. Hij verscheen tien keer op de grasmat tijdens het seizoen 2008/09 en scoorde in die wedstrijden drie doelpunten.
Een seizoen later liet Anderlecht de Rus weten dat hij amper speelkansen zou krijgen. Romelu Lukaku maakte vanuit de jeugd zijn intrede in de spits bij paars-wit en dus werd Boelykin overbodig. Hij werd het volledige seizoen uitgeleend aan Fortuna Düsseldorf, waarmee hij in de 2. Bundesliga uitkwam. Door blessures kwam hij niet vaak aan spelen toe.

### ADO Den Haag
Na zijn terugkeer bij Anderlecht was er nog steeds geen plaats voor hem. In de zomer van 2010 liet de club hem vertrekken naar ADO Den Haag. Tijdens zijn debuut in de wedstrijd VVV-Venlo-ADO Den Haag (2-3) maakte de Rus zijn eerste twee doelpunten. Boelykin beëindigde de reguliere competitie als tweede op de topscorerslijst van de eredivisie met 21 doelpunten. Bij ADO werd Boelykin recordhouder als meest scorende buitenlander in één seizoen.

### Ajax

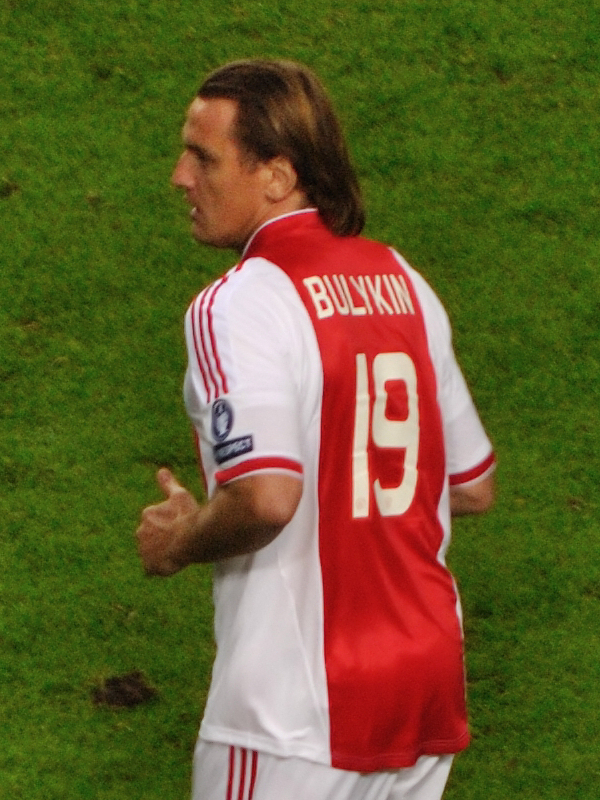
Boelykin bij Ajax

Op 31 augustus 2011 haalde Ajax Boelykin transfervrij van RSC Anderlecht, als tweede spits achter Sigþórsson. Hij tekende een contract van een jaar met optie van nog een jaar.
Hij maakte zijn debuut in de wedstrijd tegen PSV. In de 62ste minuut viel hij in voor Sigþórsson en scoorde in de 80ste minuut de 2-2.
Vervolgens na 20 officiële wedstrijden te hebben gespeeld voor Ajax maakte hij op 19 februari 2012 zijn 9de doelpunt in dienst van Ajax. Dit was zijn 100ste officiële doelpunt dat hij maakte in zijn voetbalcarrière.

### FC Twente
Op 20 juli 2012 kwam Boelykin met FC Twente een eenjarig contract overeen met een optie voor een extra jaar. Bij FC Twente kreeg hij het rugnummer 9 toegewezen. Ondanks dit veelbelovende nummer scoorde Boelykin slechts 5 maal in 22 wedstrijden, waarna zijn contract niet verlengd werd aan het einde van het seizoen.

### Volga Nizjni Novgorod
Op 18 september 2013 werd bekend dat Boelykin terugkeerde in de Russische competitie en wel bij Volga Nizjni Novgorod, alwaar hij een contract tekende tot het einde van het seizoen. In 2014 zette Boelykin een punt achter zijn carrière.

### Managmentopleiding
Boelykin heeft de UEFA-managmentopleiding Executive Master for International Players (MIP) gedaan.

## Interlandcarrière
Boelykin speelde zijn eerste interland voor het nationale team van Rusland op 9 september 2003 tegen het Iers voetbalelftal. In zijn tweede interland kwam hij voor het eerst tot scoren. In de wedstrijd tegen het Zwitserse nationale team vond hij driemaal het net. Boelykin maakte deel uit van de selectie die afreisde naar Portugal om daar op EURO 2004 te spelen. Rusland werd er in de groepsfase uitgeschakeld. In 2005 werd toenmalig bondscoach Georgi Jartsev ontslagen. Bijna gelijktijdig verloor Boelykin zijn plaats in het nationale elftal.
| Interlands van Dmitri Boelykin voor Rusland | Interlands van Dmitri Boelykin voor Rusland | Interlands van Dmitri Boelykin voor Rusland | Interlands van Dmitri Boelykin voor Rusland | Interlands van Dmitri Boelykin voor Rusland | Interlands van Dmitri Boelykin voor Rusland |
| №                                           | Datum                                       | Wedstrijd                                   | Uitslag                                     | Competitie                                  | Goals                                       |
| Als speler bij Dinamo Moskou                | Als speler bij Dinamo Moskou                | Als speler bij Dinamo Moskou                | Als speler bij Dinamo Moskou                | Als speler bij Dinamo Moskou                | Als speler bij Dinamo Moskou                |
| ------------------------------------------- | ------------------------------------------- | ------------------------------------------- | ------------------------------------------- | ------------------------------------------- | ------------------------------------------- |
| 1                                           | 06-09-2003                                  | Ierland - Rusland                           | 1–1                                         | EK-kwalificatie                             | 0                                           |
| 2                                           | 10-09-2003                                  | Rusland - Zwitserland                       | 4–1                                         | EK-kwalificatie                             | 3                                           |
| 3                                           | 11-10-2003                                  | Rusland - Georgië                           | 3–1                                         | EK-kwalificatie                             | 1                                           |
| 4                                           | 15-11-2003                                  | Rusland - Wales                             | 0–0                                         | EK-kwalificatie                             | 0                                           |
| 5                                           | 19-11-2003                                  | Wales - Rusland                             | 0–1                                         | EK-kwalificatie                             | 0                                           |
| 6                                           | 31-03-2004                                  | Bulgarije - Rusland                         | 2–2                                         | Vriendschappelijk                           | 0                                           |
| 7                                           | 28-04-2004                                  | Noorwegen - Rusland                         | 3–2                                         | Vriendschappelijk                           | 0                                           |
| 8                                           | 25-05-2004                                  | Oostenrijk - Rusland                        | 0–0                                         | Vriendschappelijk                           | 0                                           |
| 9                                           | 12-06-2004                                  | Rusland - Spanje                            | 0–1                                         | EK-eindronde                                | 0                                           |
| 10                                          | 16-06-2004                                  | Portugal - Rusland                          | 2–0                                         | EK-eindronde                                | 0                                           |
| 11                                          | 20-06-2004                                  | Griekenland - Rusland                       | 1–2                                         | EK-eindronde                                | 1                                           |
| 12                                          | 18-08-2004                                  | Rusland - Litouwen                          | 4–3                                         | Vriendschappelijk                           | 1                                           |
| 13                                          | 04-09-2004                                  | Rusland - Slowakije                         | 1–1                                         | WK-kwalificatie                             | 1                                           |
| 14                                          | 09-10-2004                                  | Luxemburg - Rusland                         | 0–4                                         | WK-kwalificatie                             | 0                                           |
| 15                                          | 13-10-2004                                  | Portugal - Rusland                          | 7–1                                         | WK-kwalificatie                             | 0                                           |

## Spelerscarrière
| seizoen   | club                  | land               | competitie         | wed. | goals |
| --------- | --------------------- | ------------------ | ------------------ | ---- | ----- |
| 1998/1999 | Lokomotiv Moskou      | Vlag van Rusland   | Premjer-Liga       | 14   | 3     |
| 1999/2000 | Lokomotiv Moskou      | Vlag van Rusland   | Premjer-Liga       | 26   | 8     |
| 2000/2001 | Lokomotiv Moskou      | Vlag van Rusland   | Premjer-Liga       | 22   | 3     |
| 2001/2002 | Dinamo Moskou         | Vlag van Rusland   | Premjer-Liga       | 23   | 8     |
| 2002/2003 | Dinamo Moskou         | Vlag van Rusland   | Premjer-Liga       | 26   | 5     |
| 2003/2004 | Dinamo Moskou         | Vlag van Rusland   | Premjer-Liga       | 29   | 9     |
| 2004/2005 | Dinamo Moskou         | Vlag van Rusland   | Premjer-Liga       | 22   | 1     |
| 2005/2006 | Dinamo Moskou         | Vlag van Rusland   | Premjer-Liga       | 8    | 1     |
| 2006/2007 | Dinamo Moskou         | Vlag van Rusland   | Premjer-Liga       | 10   | 2     |
| 2007/2008 | Bayer Leverkusen      | Vlag van Duitsland | Bundesliga         | 14   | 1     |
| 2008/2009 | Bayer Leverkusen      | Vlag van Duitsland | Bundesliga         | 1    | 0     |
| 2008/2009 | RSC Anderlecht        | Vlag van België    | Jupiler Pro League | 10   | 3     |
| 2009/2010 | → Fortuna Düsseldorf  | Vlag van Duitsland | 2. Bundesliga      | 10   | 1     |
| 2010/2011 | → ADO Den Haag        | Vlag van Nederland | Eredivisie         | 29   | 21    |
| 2011/2012 | Ajax                  | Vlag van Nederland | Eredivisie         | 19   | 9     |
| 2012/2013 | FC Twente             | Vlag van Nederland | Eredivisie         | 22   | 5     |
| 2013/2014 | Volga Nizjni Novgorod | Vlag van Rusland   | Premjer Liga       | 7    | 0     |
|           |                       |                    | Totaal             | 292  | 80    |

Bijgewerkt t/m 19 november 2014

## Erelijst
Lokomotiv Moskou
- Beker van Rusland: 1998/99, 1999/00

 RSC Anderlecht
- Belgische Supercup: 2010

 Ajax
- Eredivisie: 2011/12

## Trivia
- Boelykin heeft een Bundesliga-record op zijn naam staan: de snelste gele kaart. In februari 2008 kreeg hij tegen Karlsruher SC na 10 seconden geel. Het was bovendien zijn eerste basisplaats bij Bayer Leverkusen.
- Boelykins ouders speelden ooit volleybal op hoog niveau. Zijn moeder hield ermee op na Dmitri's geboorte, zijn vader speelde bij CSKA Moskou en de Russische nationale ploeg. Nu spelen beiden bij een seniorenclub.